# Pertinenční princip
Pertinenční princip (někdy také vztahový princip) je způsob uspořádání písemností určitého archivního fondu, popřípadě celého archivu, podle obsahové příbuznosti bez ohledu na jejich původ. V současné praxi je tento způsob zastaralý a je využíván zejména princip provenienční.

## Historie
Pertinenční princip byl v českých archivech využíván do konce 19. století. Tento systém se uplatňoval i ve vídeňském Domácím, dvorském a státním archivu. Postupovalo se tak i u mnoha městských archivů (Tábor, Česká Lípa, Ústí nad Labem...) i u místodržitelských archivů – tak například v českém Guberniálním archivu do roku 1850 a poté v 60. letech 19. století v následném místodržitelském archivu byly zmanipulovány dohromady a uspořádány podle věcného hlediska písemnosti české kanceláře, české komory a místodržitelství z let 1526–1650, 1651–1706 v tzv. Starou a Novou manipulaci.
Po vyhlášení zásady respektování fondu ve Francii roku 1841 se celosvětově prosadil princip provenienční.